# Musty's Vacation
Musty's Vacation è un cortometraggio muto del 1917 diretto da Louis Myll e prodotto dalla Essanay di Chicago.
Decimo episodio della terza serie di corti a un rullo dal titolo The Mishaps of Musty Suffer.

## Produzione
Il film fu prodotto dalla Essanay Film Manufacturing Company.

## Distribuzione
Distribuito dalla K-E-S-E Service, il film - un cortometraggio di una bobina - uscì nelle sale cinematografiche statunitensi il 3 giugno 1917.